# Il violino rosso
Il violino rosso è un film del 1998 diretto da François Girard.

## Trama
Il film si articola in diversi episodi che narrano la vita del violino denominato: il violino rosso. Tutto il film si ambienta in una sala d'aste dove il violino sta per essere battuto all'asta. Molti sono i compratori, tra cui dei monaci, un signore che fa parte della fondazione dedicata al violinista Pope, dei cinesi e un famoso direttore d'orchestra.
Episodio 1: in origine Nicolò Bussotti (Liutaio) creò questo violino da regalare a suo figlio. Infatti sua moglie era in dolce attesa. Durante il parto la donna muore e con lei anche il bambino. L'episodio si svolge a Cremona.
Episodio 2: il famoso violino finisce in un monastero, dove rimane per circa 100 anni, sino a quando un ragazzino molto preparato viene notato dai monaci che lo danno in affidamento ad un famoso violinista che gli insegnerà l'arte. Il bambino soffre di cuore e durante un concerto privato per bambini di talento muore per un collasso. Il violino viene seppellito con il bambino ma viene dissotterrato e rubato.
Episodio 3: Il violino finisce nelle mani di un violinista virtuoso (Frederick Pope) che con esso compone i più grandi suoi successi. La sua amata Victoria, di professione scrittrice, lo trova in dolce effusioni con un'altra donna e afferrata una pistola spara al violino e abbandona il violinista, che decide di suicidarsi.
Facendolo analizzare ha la conferma che quello è proprio il famoso violino rosso. Il suo nome è dato dal sangue della sua vernice. Infatti Nicolò Bussotti, morta la moglie, l'aveva portata nel suo studio e tagliandole le vene fece colare il suo sangue mischiandolo poi alla vernice, conferendo al violino il colore rosso. Nel mezzo dell'asta l'esperto di violini riesce a impossessarsi dell'originale violino rosso, lasciando al suo posto una copia creata dal violinista Pope. La copia del violino viene battuta per quasi 2 milioni di dollari al direttore d'orchestra che in un primo tempo aveva avuto modo di suonare il violino senza tuttavia percepirne le potenzialità. L'esperto di violini regalerà il violino sottratto all'asta alla figlia.

## Colonna sonora
La colonna sonora è eseguita da Joshua Bell & Philharmonia Orchestra diretta da Esa-Pekka Salonen ed ha vinto l'Oscar alla migliore colonna sonora 2000.

## Accoglienza
Il film ha avuto scarso successo al botteghino (9 milioni di dollari contro i 18 spesi per la produzione) e critiche contrastanti. Ha il 73% di apprezzamento sul sito "Rotten Tomatoes".

## Riconoscimenti
- 2000 - Premio Oscar
  - Miglior colonna sonora
- 1998 - Tokyo International Film Festival
  - Premio per il miglior contributo artistico (François Girard)